# Новочарторийська волость
Новочарторийська волость — історична адміністративно-територіальна одиниця Новоград-Волинського та Полонського повітів Волинської губернії Російської імперії. Волосний центр — містечко Нова Чартория.
З 1921 року входила до складу Полонського повіту.
Станом на 1885 рік складалася з 6 поселень, 6 сільських громад. Населення — 4859 осіб (2144 чоловічої статі та 2715 — жіночої), 582 дворових господарств.
|                     | Площа, десятин | У тому числі орної, дес. |
| ------------------- | -------------- | ------------------------ |
| Сільських громад    | 4033           | 2963                     |
| Приватної власності | 3813           | 1945                     |
| Казенної власності  | —              | —                        |
| Іншої власності     | 362            | 181                      |
| Загалом             | 8208           | 5089                     |

Основні поселення волості:
- Нова Чортория — колишнє власницьке містечко, при р. Случ, 1063 особи, 126 дворів, волосне управління (повітове місто — 70 верст); 2 православні церкви, православня каплиця, єврейський молитовний будинок, школа, водяний млин.
- Коростки — колишнє власницьке село, при р. Случ, 699 осіб, 94 дворів, православна церква, школа, постоялий будинок.
- Липне — колишнє власницьке село, 1041 особи, 143 двора, православна церква, школа, лавка, постоялий будинок.
- Любомирка — колишнє власницьке село, при р. Случ, 465 осіб, 49 дворів, православна церква, школа.
- Стара Чортория — колишнє власницьке село, при р. Случ, 971 особа, 131 двір, православна церква, постоялий будинок.